# San Giovanni Incarico
San Giovanni Incarico is een gemeente in de Italiaanse provincie Frosinone (regio Latium) en telt 3530 inwoners (31-12-2004). De oppervlakte bedraagt 24,9 km², de bevolkingsdichtheid is 149 inwoners per km².

## Demografie
San Giovanni Incarico telt ongeveer 1083 huishoudens. Het aantal inwoners daalde in de periode 1991-2001 met 1,5% volgens cijfers uit de tienjaarlijkse volkstellingen van ISTAT.
| Jaar | Inwoneraantal |
| ---- | ------------- |
| 1991 | 3642          |
| 2001 | 3587          |

## Geografie
De gemeente ligt op ongeveer 200 m boven zeeniveau.
San Giovanni Incarico grenst aan de volgende gemeenten: Arce, Ceprano, Colfelice, Falvaterra, Pastena, Pico, Pontecorvo, Roccasecca.